# Holy Loch
Holy Loch est un loch d'Argyll and Bute en Écosse. Il est ouvert sur le Firth of Clyde à l'est et près de la ville de Dunoon.

## Base sous-marine de l'US Navy

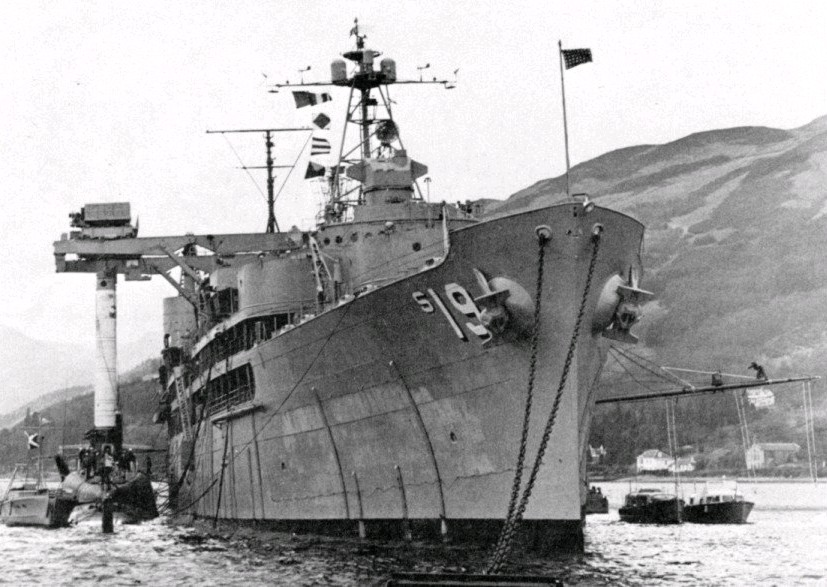
Le ravitailleur de sous-marin USS Proteus (AS-19) transférant un missile Polaris à bord du USS Patrick Henry (SSBN-599) à Holy Loch.

Durant la Seconde Guerre mondiale et la guerre froide, elle est utilisée comme base sous-marine. L'US Navy y stationna une flottille de sous-marin nucléaire lanceur d'engins et un ravitailleur de sous-marins de 1961 à 1992, la Submarine Squadron 14 (en).